# Empty Nest
Empty Nest (conocida en el mundo hispanohablante como Nido vacío) fue una sitcom estadounidense que se emitió originalmente por la NBC entre 1988 y 1995. 
La serie se concibió como una spin-off de The Golden Girls y fue creada por Susan Harris. Durante sus tres primeras temporadas, Empty Nest fue uno de los diez programas más vistos. Fue producido por Witt/Thomas/Harris Productions en asociación con Touchstone Television.

## Reparto
- Richard Mulligan: Dr. Harry Weston
- Dinah Manoff: Carol Weston
- Kristy McNichol: Barbara Weston (1988–1992, 1995)
- David Leisure: Charley Dietz
- Park Overall: Laverne Todd
- Estelle Getty: Sophia Petrillo (1993–1995)
- Paul Provenza: Patrick Arcola (1992–1993)
- Lisa Rieffel: Emily Weston (1992–1993)
- Marsha Warfield: Dr. Maxine Douglas (1993–1995)
- perro Bear: Dreyfuss

### Estrellas invitadas
| - Loni Anderson - Mayim Bialik - Eddie Bracken - Garth Brooks - Stephen Dorff - Morgan Fairchild - Zsa Zsa Gabor - Marla Gibbs - Bobcat Goldthwait - Lee Grant | - Pat Harrington - Phil Hartman - Earl Holliman - Gordon Jump - Carol Kane - Joey Lawrence - Jane Lynch - Audrey Meadows - Edie McClurg - Jerry Orbach | - Matthew Perry - Geraldo Rivera - Doris Roberts - Debra Jo Rupp - Peter Scolari - Yeardley Smith - Renée Taylor - Jeffrey Tambor - Danny Thomas - Adrian Zmed |

### Emisión en otros países
El Salvador: Telecorporación Salvadoreña
 Honduras: Canal 3
 Colombia: RCN Television
 Venezuela: Venevisión
 Ecuador: Teleamazonas
 Perú: Panamericana Television (1993-2009) 
 Chile: Canal 13
 Argentina: Argentina Televisora Color
 Bolivia: Red Uno
 Paraguay: Paravision
  Panamá: TVN